# Deutsche Gesellschaft für Bevölkerungswissenschaft
Die Deutsche Gesellschaft für Bevölkerungswissenschaft (DGBW) war eine wissenschaftliche Vereinigung von Ärzten, Statistikern, Soziologen, Historikern und hochrangigen Verwaltungsbeamten, die bereits in der Weimarer Republik und während des nationalsozialistischen Regimes in den Feldern der Rassenhygiene und Bevölkerungswissenschaft tätig gewesen waren. Auch ihre akademischen Schüler waren in dieser Vereinigung organisiert. Die DGBW wurde 1952 gegründet und löste sich 2001 gemeinsam mit der Johann-Peter-Süßmilch-Gesellschaft für Demographie (gegründet 1990) in die Deutsche Gesellschaft für Demographie (DGD) auf.
Ergänzend zur DGBW wurde 1953 die Deutsche Akademie für Bevölkerungswissenschaft (DABW) an der Universität Hamburg gegründet. Sie war das Koordinierungszentrum universitärer Forschungsprojekte zu bevölkerungswissenschaftlichen Fragen.
Erster Vorsitzender der DGBW und erster Präsident der DABW war der Hamburger Sozialhygieniker Hans Harmsen. Funktionen in der DABW übernahmen neben Harmsen: Hermann Muckermann (1. Vizepräsident), Kurt Horstmann (2. Vizepräsident), Karl Valentin Müller (Schriftführer) und Helmut Schelsky (Schatzmeister).